# Outsiderzy
Outsiderzy albo Wyrzutki (ang. The Outsiders) – amerykański film fabularny z 1983 roku w reżyserii Francisa Forda Coppoli. 
Obraz powstał na podstawie powieści dla młodzieży autorstwa S.E. Hinton. Historia grupy nastolatków, zrzeszonych w dwóch walczących z sobą gangach.
W 1990 zrealizowano 13-odcinkowy serial telewizyjny pod tym samym tytułem, którego producentem był również Francis Ford Coppola.

## Elementy literackie
Główny bohater filmu Ponyboy nauczył się na pamięć wiersza Roberta Frosta Nothing Gold Can Stay, który recytuje Johnny’emu. Utwór jest literacko centralnym punktem filmu. W obrazie pojawia się również powieść Margaret Mitchell Przeminęło z wiatrem (1936), w której Johnny zostawił list do Ponyboya.

## Obsada
- C. Thomas Howell jako „Ponyboy”[3] Curtis
- Rob Lowe jako Sodapop Curtis
- Patrick Swayze jako Darry Curtis
- Ralph Macchio jako Johnny Cade
- Matt Dillon jako Dally Winston
- Emilio Estevez jako Keith Matthews
- Tom Cruise jako Steve Randle
- Diane Lane jako Cherry Valance
- Glenn Withrow jako Tim Shepard
- Leif Garrett jako Bob Sheldon
- Darren Dalton jako Randy Anderson
- Michelle Meyrink jako Marcia
- Tom Waits jako Buck Merrill
- Gailard Sartain jako Jerry
- Domino jako dziewczynka
- S.E. Hinton jako pielęgniarka
- Heather Langenkamp